# Ребека Уелс
Ребека Уелс (на английски: Rebecca Wells) е американска актриса, драматург и писателка на произведения в жанра драма.

## Биография и творчество
Уелс е родена на 3 февруари 1953 г. в енорията Рапидс, Александрия, Луизиана, САЩ, където семейството ѝ живее от 1795 г., притежава и управлява ферма за памук. Израства в голямо семейство в енорията. От малка се запалва по измисляне и игра в пиеси за своите братя и сестри – началото на кариерата ѝ като актриса и писателка за сцената. Вдъхновява се от творчеството на Уолт Уитман и Алън Гинсбърг, харесва и черната музика и култура на Луизиана. Участва в училищни и летни младежки театрални постановки.
Известно време след завършване на гимназията работи като сервитьорка в националния парк Йелоустоун.
Следва в Държавния университет на Луизиана в Батън Руж, където учи театър, английски език и психология. Участва в много пиеси в колежа, а за да се издържа работи като сервитьорка на коктейли. После следва в университета „Наропа“ в Боулдър, Колорадо, където изучава творческо писане и тибетски будизъм при Алън Гинсбърг и Чойям Трунгапа Ринпоче, както и актьорско майсторство в експериментална театрална група „Живият театър“. След колежа се мести в Ню Йорк, за да продължи своята актьорска кариера и да изучава актьорския метод на Станиславски. През 1982 г. се мести в Сиатъл и живее в Бейнбридж Айланд.
Първият ѝ роман „Little Altars Everywhere“ (Малки олтари навсякъде) от поредицата „Я-Я“ е издаден през 1992 г. Книгата е многопластовата сага за бурното семейство Уокър в Торнтън, Луизиана, а героите са малката бърборана Сидали Уокър и групата „Я-Я“ – най-добрите приятели на майка Вивиан, която лидерът на пиенето на бърбън. Приятелките се опитват да преживеят брака, да се справят с майчинството и болката, като цял живот разчитат на обичта си една към друга. Романът става бестселър в списъка на „Ню Йорк Таймс“ и получава наградата за книга на западните щати.
Вторият роман от поредицата, „Съкровените тайни на жриците“ е издаден през 1996 г. Историята представя проблемните отношения на Сидали с майка ѝ, и по-дълбокото разбиране, което тя придобива, когато тя придобива, когато получава от майка си лексикона „Божествените тайни на сестринството „Я-Я“, хроника на момичешките приключения на Вивиан и нейните три най-добри приятелки. Книгата става бестселър №1 и получава наградата на Американските търговци на книги. През 2002 г. първите два романа от поредицата са екранизирани във филма „Съкровените тайни на жриците“ с участието на Сандра Бълок, Елън Бърстин и Ашли Джъд.
Третият роман от поредицата разкрива корените на приятелството на сестринството „Я-Я“ през 30-те години.
Четвъртият ѝ роман „The Crowning Glory of Calla Lily Ponder“ (Коронната слава на Кала Лили Пондър) представя новата героиня Кала Лили Пондър и нейните приятелки от 60-те години на миналия век в Луизиана.
От края на 90-те години на миналия век писателката страда от тежка неврологична лаймска болест.
Ребека Уелс живее на остров в залива Пюджет Саунд в щата Вашингтон.

## Произведения

### Самостоятелни романи
- The Crowning Glory of Calla Lily Ponder (2009)[1][3]

### Серия „Я-Я“ (Ya-Yas)
1. Little Altars Everywhere (1992)[1][3][4]
2. Divine Secrets of the Ya-Ya Sisterhood (1996)
Съкровените тайни на жриците, изд.: ИК „Бард“, София (2012), прев. Цветана Генчева
3. Ya Yas in Bloom (2005)

### Екранизации
- 2002 Съкровените тайни на жриците, Divine Secrets of the Ya-Ya Sisterhood – по романите „Съкровените тайни на жриците“ и „Малки олтари навсякъде“[4]